# Placido Maria Schiaffino
Pour les articles homonymes, voir Schiaffino.
 Placido Maria Schiaffino (né le 5 septembre 1829 à Gênes et mort le 23 septembre 1889 à Subiaco) est un cardinal italien du XIXe siècle. Il est membre de l'ordre des bénédictins d'Olivetana.

## Biographie
Placido Maria Schiaffino est élu évêque titulaire de Nysse en 1878 et est consacré le 1er septembre de la même année par Raffaele Monaco La Valletta avec comme co-consécrateurs Filippo Manetti et Giulio Lenti (pt). Il est notamment secrétaire de la "Congrégation des évêques". Le pape Léon XIII le crée cardinal lors du consistoire du 27 juillet 1885. Le cardinal Schiaffino est préfet de la "Congrégation de l'Index" et bibliothécaire de la Sainte-Église.